# Abbey (Saskatchewan)
Abbey es un pueblo canadiense situado en la provincia de Saskatchewan.

## Superficie
Abbey tiene una superficie de 0,73 km².

## Demografía
En 2021, tenía 100 habitantes, una densidad poblacional de 137,6 hab./km², y 85 viviendas.